# 道隠
道隠（どうおん、1741年（寛保元年） - 1813年7月1日（文化10年6月4日））は、江戸時代中期から後期にかけての浄土真宗本願寺派の学僧。法名は諦忍。字は道隠。号は薩州。院号は浄信院。堺空華（学派）の祖。古義派の論客として、三業惑乱の大紛争を引き起こした。

## 概要
薩摩国の出身。初め河内国西念寺に住したが、晩年は豊前国長久寺（大分県中津市）に移った。僧樸・僧鎔（空華轍の祖）に師事し、空華学派の代表的学匠である「空華三師」の一人に数えられる（他は僧鎔・柔遠）。
安芸国の大瀛とともに古義派の代表として西本願寺能化・智洞の唱える三業帰命説（三業安心説）を批判し、三業惑乱の大紛争を引き起こした。これは、単なる教義論争に止まらず流血の紛争に発展し、門主をはじめとする宗門はこれを収拾できず、江戸幕府の京都所司代および寺社奉行の介入を招くこととなった。
1803年（享和3年）には二条城で、また翌1804年（享和4年）には江戸の寺社奉行所で大瀛とともに対論し、智洞を論破した。
1806年（文化3年）、寺社奉行の脇坂安董が三業帰命説を異安心（異端）と審判したことで道隠・大瀛の主張が認められ、本願寺門主の本如もこれを追認する形で事態は決着した。しかし同年7月、に天下を騒がせたとして両派関係者へ処罰が下り、道隠は退隠を強いられた。

## 著作
- 『教行信証略讃』など